# Opuntia undulata
Opuntia undulata ist eine Pflanzenart in der Gattung der Opuntien (Opuntia) aus der Familie der Kakteengewächse (Cactaceae). Das Artepitheton undulata stammt aus dem Lateinischen, bedeutet ‚wellig‘ und verweist auf die Erscheinungsform der Triebabschnitte der Art.

## Beschreibung
Opuntia undulata wächst baumförmig, ist hochwüchsig und offen verzweigt. Es wird ein bis zu 30 Zentimeter dicker Stamm ausgebildet. Die anfangs gelblich grünen, glänzenden, häufig welligen, festen und hartfleischigen, verkehrt eiförmigen Triebabschnitte werden mit der Zeit dunkelgrün. Sie sind 35 bis 55 Zentimeter breit. Ihre kleine Areolen stehen eng beieinander und tragen bis zu 1 Millimeter lange Glochiden. Der meist einzelne weiße Dorn, gelegentlich werden zwei bis vier ausgebildet, manchmal fehlt er, ist abstehend, manchmal verdreht und 1 bis 1,5 Zentimeter lang.
Die Blüten sind cremeweiß. Die orangefarben überhauchten roten Früchte sind 9 bis 10 Zentimeter lang und weisen Durchmesser von 4 bis 5 Zentimeter auf.

## Verbreitung und Systematik
Opuntia undulata stammt vermutlich ursprünglich aus dem mexikanischen Bundesstaat Aguascalientes. Die Art wird weit verbreitet kultiviert.
Die Erstbeschreibung durch David Griffiths wurde 1911 veröffentlicht.

## Nachweise